# Rybie (potok)
Rybie – potok będący dopływem Starohorskiego potoku na Słowacji. Wypływa na wysokości około 1000 m po wschodniej stronie przełęczy Rybovské sedlo w Wielkiej Fatrze. Spływa dnem Hornojelenskiej doliny, początkowo w kierunku wschodnim, w końcowym odcinku skręcając na południe. W osadzie Horný Jelenec na wysokości około 600 m uchodzi do Starohorskiego potoku jako jego prawy dopływ.
Potok Rybie ma kilka niewielkich dopływów. Największy z nich to Prašnický potok spływający spod przełęczy Prašnické sedlo. Dolina potoku Rybie jest porośnięta lasem, ale na jej dnie znajduje się kilka osad: Horný Jelenec, Valentová, Rybô, Prašnica. Wzdłuż potoku prowadzi droga i szlak turystyczny.

## Szlaki turystyczne
Horný Jelenec – Hornojelenská dolina – Valentová – Vychodné Prašnické sedlo – leśniczówka Hajabačka w Suchej dolinie. Suma podejść 400 m, odległość 5,4 km, czas przejścia 1,55 h, 1,40 h